# Важня (приток Суворощи)
Важня — река в России, протекает в Гороховецком районе Владимирской области. Устье реки находится в 31 км по левому берегу реки Суворощь. Длина реки составляет 15 км, площадь водосборного бассейна — 49,9 км².
Река начинается двумя километрами северо-западнее посёлка Чулково. Течёт на юго-восток, протекает по северным окраинам Чулкова, где на реке организована запруда, ниже протекает деревни Мещёрки, Манылово и Погост. Крупнейший приток — Сингер (левый). Впадает с Суворощь в заболоченном лесу близ границы с Нижегородской областью.

## Данные водного реестра
По данным государственного водного реестра России относится к Окскому бассейновому округу, водохозяйственный участок реки — Клязьма от города Ковров и до устья, без реки Уводь, речной подбассейн реки — бассейны притоков Оки от Мокши до впадения в Волгу. Речной бассейн реки — Ока.
Код объекта в государственном водном реестре — 09010301112110000033990.